# MOS 8502

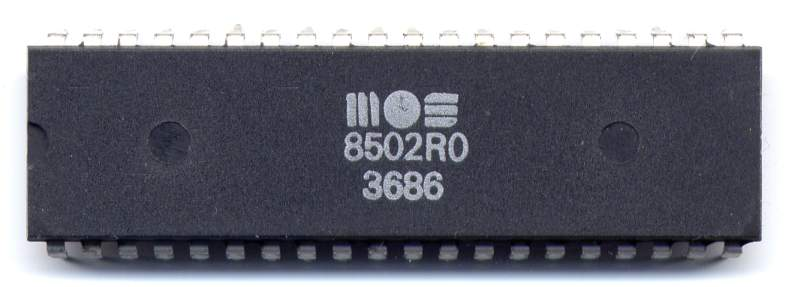
Microprocessore MOS 8502.

Il MOS 8502 è un microprocessore ad 8 bit progettato da MOS Technology ed utilizzato nel Commodore 128. Basato sul MOS 6510, usato nel Commodore 64, il MOS 8502 si differenzia da esso per la capacità di girare ad un clock doppio (2 MHz contro 1 MHz) grazie all'utilizzo di transistor HMOS-2 (high-performance n-channel metal-oxide-semiconductor), una versione migliorata dei transistor NMOS usati sugli integrati della serie 65xx.

La piedinatura del MOS 8502

La disposizione dei pin è leggermente differente da quella del 6510: l'8502 ha un pin di I/O aggiuntivo e non ha il pin ϕ2 (PHI2) che il 6510 ha.
Nel 2007 HP ha messo in commercio la calcolatrice HP 35s, basata sull'8502 fabbricato da Sunplus Technology.